# Lachnum brevipilum
Lachnum brevipilum är en svampart som först beskrevs av Franz Xaver von Höhnel, och fick sitt nu gällande namn av John Axel Nannfeldt 1932. Lachnum brevipilum ingår i släktet Lachnum och familjen Hyaloscyphaceae.   Inga underarter finns listade i Catalogue of Life.